# 창녕 계성 고분군
창녕 계성 고분군(昌寧 桂城 古墳群)은 대한민국 경상남도 창녕군 계성면에 있는 무덤이다. 1974년 2월 16일 경상남도의 기념물 제3호 계성고분군으로 지정되어, 2018년 12월 20일 창녕 계성고분군으로 변경되었다가, 2019년 2월 26일 대한민국의 사적 제547호로 승격되었다.

## 개요
「창녕 계성 고분군」은 영축산에서 서쪽으로 뻗어내린 구릉 사면부에 조성된 대규모 고분군이다. 고분군의 서북쪽으로는 계성천이 흐르고 있으며 능선 여러 갈래에 261기의 봉분이 분포하고 있는데 정상부에는 지름 30m가 넘는 대형무덤이 5기가 있다.

1917년 처음으로 고분군의 분포도가 작성된 이후, 1967년 5호분, 1968년 1호분․4호분, 2013년~2015년 2호분․3호분, 2017년 156호분, 2018년 2-3~5호분 등 5차례에 걸쳐 발굴조사하였다.
그 결과 구덩식 돌덧널무덤(수혈식석곽)에 석곽 상부는 나무로 덮개를 만든 특징을 확인하였다. 아울러 뚜껑굽다리접시(유개고배, 有蓋高杯)와 긴목항아리(장경호, 長頸壺), 원통모양그릇받침(통형기대, 筒形器臺) 등 창녕양식 토기류, 금동관편, 금제 귀걸이, 은제 허리띠 등의 장신구류, 말띠드리개(행엽, 杏葉) 및 발걸이(등자, 鐙子), 말안장 꾸미개(안교, 鞍橋) 등의 마구류, 무구류 등이 다량으로 출토되었다.
- 구덩식 돌덧널무덤(수혈식석곽, 竪穴式石槨): 돌로 곽을 만들어 그 내부에 관과 부장품을 수납하도록 만든 구조로 관을 수직으로 내려놓아 안치하는 무덤

- 창녕양식 토기 : 가야지역 토기제작 전통을 바탕으로 신라지역의 토기제작 기술이 유입되면서 등장한 창녕지역의 특징적인 토기 양식

「창녕 계성 고분군」은 5세기~7세기에 걸쳐 조성되었는데, 5세기에 축조된 구덩식 돌덧널무덤(수혈식석곽)인 대형 고총 고분과 6~7세기에 축조된 앞트기식 돌방무덤(횡구식석실)이 모두 확인되었다. 이러한 축조 양식의 변화는 고분군의 서쪽으로부터 동쪽으로 이동하며 나타나며, 창녕 지역에서의 가야의 성립, 발전과 쇠퇴 과정을 보여주는 중요한 유적으로 역사적․학술적 가치가 높다.

## 사적 지정 사유
「창녕 계성 고분군」은 영축산에서 서쪽으로 뻗어내린 구릉 사면부에 조성된 대규모 고분군이다. 고분군의 서북쪽으로는 계성천이 흐르고 있으며 능선 여러 갈래에 261기의 봉분이 분포하고 있는데 정상부에는 지름 30m가 넘는 대형무덤이 5기가 있다.
1917년 처음으로 고분군의 분포도가 작성된 이후, 1967년 5호분, 1968년 1호분․4호분, 2013년~2015년 2호분․3호분, 2017년 156호분, 2018년 2-3~5호분 등 5차례에 걸쳐 발굴조사하였다.
그 결과 구덩식 돌덧널무덤(수혈식석곽)에 석곽 상부는 나무로 덮개를 만든 특징을 확인하였다. 아울러 뚜껑굽다리접시(유개고배, 有蓋高杯)와 긴목항아리(장경호, 長頸壺), 원통모양그릇받침(통형기대, 筒形器臺) 등 창녕양식 토기류, 금동관편, 금제 귀걸이, 은제 허리띠 등의 장신구류, 말띠드리개(행엽, 杏葉) 및 발걸이(등자, 鐙子), 말안장 꾸미개(안교, 鞍橋) 등의 마구류, 무구류 등이 다량으로 출토되었다.
「창녕 계성 고분군」은 5세기~7세기에 걸쳐 조성되었는데, 5세기에 축조된 구덩식 돌덧널무덤(수혈식석곽)인 대형 고총 고분과 6~7세기에 축조된 앞트기식 돌방무덤(횡구식석실)이 모두 확인되었다. 이러한 축조 양식의 변화는 고분군의 서쪽으로부터 동쪽으로 이동하며 나타나며, 창녕 지역에서의 가야의 성립, 발전과 쇠퇴 과정을 보여주는 중요한 유적으로 역사적․학술적 가치가 높다.

## 참고 문헌
- 이 문서에는 다음커뮤니케이션(현 카카오)에서 GFDL 또는 CC-SA 라이선스로 배포한 글로벌 세계대백과사전의 내용을 기초로 작성된 글이 포함되어 있습니다.

## 참고 자료
- 창녕 계성 고분군 - 국가유산청 국가유산포털